# Saint-Sauveur-lès-Bray
Saint-Sauveur-lès-Bray là một xã ở tỉnh Seine-et-Marne, thuộc vùng Île-de-France ở miền bắc nước Pháp.

## Dân số
Người dân ở Saint-Sauveur-lès-Bray được gọi là Saint-Salvatoriens.
Điều tra dân số năm 1999, xã này có dân số là 287.